# Deutsch-Türkische Juristenvereinigung
Die Deutsch-Türkische Juristenvereinigung ist ein gemeinnütziger eingetragener Verein  mit Sitz in Hamburg mit dem Zweck, die „Kenntnis und [das] Verständnis des türkischen Rechts in Deutschland und des deutschen Rechts in der Türkei“ durch Veranstaltungen, interkulturelle Begegnungen und wissenschaftliche Arbeiten zu fördern.

## Geschichte
Die Vereinigung wurde am 16. März 1986 auf Betreiben des deutsch-türkischen Rechtswissenschaftlers Tuğrul Ansay in Hamburg gegründet. Die konstituierende Sitzung des Vereins wurde am Max-Planck-Institut für ausländisches und internationales Privatrecht abgehalten. Zum Gründungsvorsitzenden wurde Wolfgang Zeidler, der damalige Präsident des Bundesverfassungsgerichts gewählt. Ihm folgten die MPI-Direktoren Ulrich Drobnig und Jürgen Basedow. Bis 2019 war Philip Kunig (Berlin/Istanbul) Vorsitzender der Vereinigung.

## Vorstand und Mitglieder
Seit 2019 ist die Stuttgarter Rechtsanwältin Süheylâ İnce Demir Vorsitzende der Vereinigung. Dem derzeitigen Vorstand gehören neben der Vorsitzenden auch Ece Göztepe (Bilkent-Universität Ankara), Heinz-Peter Mansel (Universität zu Köln), Henning Rosenau (Martin-Luther-Universität Halle-Wittenberg) und Rechtsanwalt Christian Rumpf (Stuttgart) an. Ehrenvorsitzender war bis zu seinem Tod am 5. März 2022 Professor Tuğrul Ansay (Hamburg/Ankara). Die etwa 400 Mitglieder des Vereins sind natürliche und juristische Personen, die regelmäßig durch einen „Informationsbrief“ zum türkischen Recht und internationalen Rechtsverkehr informiert werden und ein bis zweimal im Jahr zu gemeinsamen Tagungen in Deutschland oder in der Türkei zusammenkommen.